# Battaglia di Ankokuji
La battaglia di Ankokuji (安国寺の戦い?) fu una battaglia che ebbe luogo nello stesso periodo dell'assedio di Fukuyo.
Takatō Yoritsugu si arrese alla forze Takeda guidate da Itagaki Nobukata, uno dei migliori generali di Takeda Shingen. Un fratello minore di Yoritsugu, Yorimune, fu ucciso in questa battaglia.